# Kerry-Lee Harrington
Kerry-Lee Harrington (* 21. März 1986 in Durban) ist eine südafrikanische Badmintonspielerin. 

## Karriere
Kerry-Lee Harrington nahm 2008 im Dameneinzel an Olympia teil. Nach einem Freilos in Runde eins unterlag sie in der folgenden Runde und wurde somit 17. in der Endabrechnung. Bei Afrikameisterschaften gewann sie mehrfach Silber und Bronze. Südafrikanische Meisterin wurde sie 2005, 2006 und 2009.

## Sportliche Erfolge
| Saison | Veranstaltung                 | Disziplin   | Platz | Name                                  |
| ------ | ----------------------------- | ----------- | ----- | ------------------------------------- |
| 2005   | Südafrikanische Meisterschaft | Damendoppel | 1     | Marika Daubern / Kerry Lee Harrington |
| 2006   | Südafrikanische Meisterschaft | Dameneinzel | 1     | Kerry Lee Harrington                  |
| 2007   | Mauritius International       | Damendoppel | 1     | Stacey Doubell / Kerry-Lee Harrington |
| 2007   | Afrikameisterschaft           | Damendoppel | 3     | Stacey Doubell / Kerry Lee Harrington |
| 2007   | Afrikameisterschaft           | Dameneinzel | 2     | Kerry Lee Harrington                  |
| 2007   | Mauritius International       | Mixed       | 3     | Roelof Dednam / Kerry-Lee Harrington  |
| 2007   | Mauritius International       | Damendoppel | 3     | Stacey Doubell / Kerry-Lee Harrington |
| 2008   | Olympia                       | Dameneinzel | 17    | Kerry-Lee Harrington                  |
| 2009   | Afrikameisterschaft           | Damendoppel | 2     | Stacey Doubell / Kerry Lee Harrington |
| 2009   | Südafrikanische Meisterschaft | Dameneinzel | 1     | Kerry Lee Harrington                  |
| 2010   | Afrikameisterschaft           | Dameneinzel | 3     | Kerry Lee Harrington                  |